# Каціон Олесь Михайлович

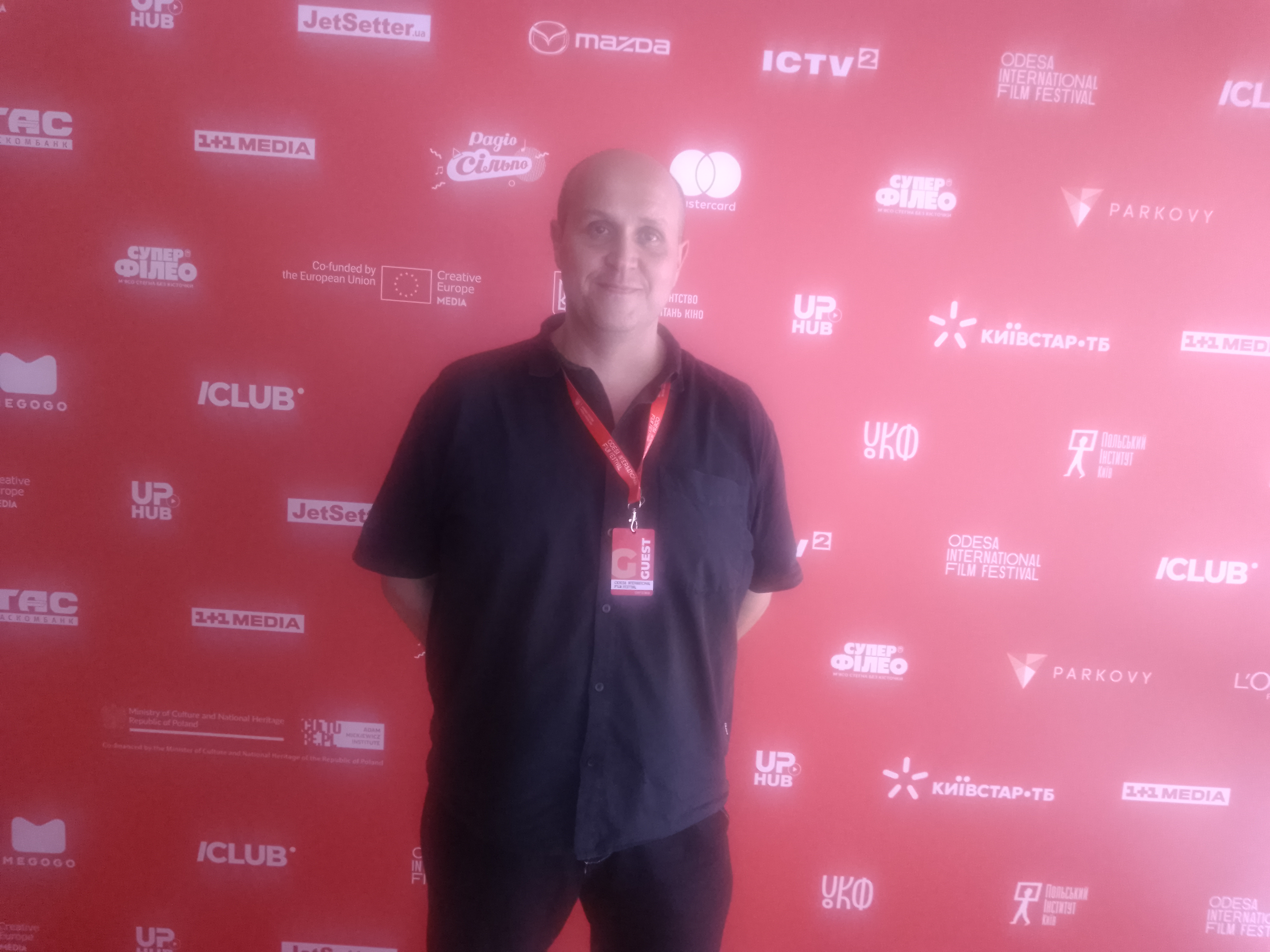
Олесь Каціон на 15-му Одеському міжнародному кінофестивалі

Оле́сь Миха́йлович Каці́он (нар. 9 жовтня 1978) — український актор театру та кіно, український військовик, учасник російсько-української війни.

## Життєпис
Народився 9 жовтня 1978 року.
2000 року закінчив Київський національний університет будівництва і архітектури. 2003-го закінчив експериментальний курс у Російському інституті театрального мистецтва. 2009-го став випускником Київського національного університету театру, кіно і телебачення ім. Івана Карпенка—Карого (курс Аркадія Непиталюка).
Працював у театрі «Ательє 16». Співпрацює із Театральною агенцією «Цукор» (антрепризні вистави). З 2020 року — із «Диким театром».
Від 5 грудня 2022 року у підрозділі Служби зв’язків з громадськістю Командування Сил ТрО ЗСУ – ТРО Медіа.

## Роботи у театрі
- 2019 — «Тиха сімейна вечеря»; реж. Валерія Демченко — П’єр[4]
- 2020 — «Механічний апельсин» Лєни Лягушонкової за мотивами однойменного роману Ентоні Берджеса; реж. Максим Голенко — Класичний Алекс / П. Д. Р. Делтойд

## Фільмографія
Актор
- 2008 — «Ворог номер один» — Петро Стукалов
- 2012 — «СБУ. Спецоперація» — Ярослав
- 2017 — «Список бажань» — Мятєшко
- 2017 — «Невиправні» — Птицін/Волошин/Данаілов/Салій
- 2018 — «Віддай мою мрію» — Решетило
- 2018 — «Артист» — компаньйон Борисова
- 2019 — «Ти тільки вір» — лікар-реаніматолог
- 2019 — «Референт» — прораб
- 2019 — «Маркус» — Сергій Александров
- 2019 — «Подвійне відображення» — Тарас
- 2020 — «І будуть люди» — Суслов
- 2020 — «Філін» — Кучерявий Андрій
- 2020 — «Черкаси» — кок[5]
- 2023 — «БожеВільні»[6]

Режисер, сценарист
- 2023 — «Фільм перший. 114-та бригада ТРО ЗСУ» документального фільму з циклу «Готові до спротиву»[7].
- 2024 — «Щити Києва». Фільм про оборону Києва — 112 та 241 бригади ТРО ЗСУз циклу «Готові до спротиву»[8].